# 18 Bootis
Désignations
18 Bootis est une étoile de la constellation du Bouvier, située à environ 85 années-lumière de la Terre.